# کوژلی (ناحیه پیسک)
کوژلی (به چکی: Kožlí) یک منطقهٔ مسکونی در جمهوری چک است که در ناحیه پیسک واقع شده‌است. کوژلی ۴٫۳۳ کیلومتر مربع مساحت و ۵۰ نفر جمعیت دارد و ۳۹۸ متر بالاتر از سطح دریا واقع شده‌است.